# St. Petrus Fourier (Eberstall)

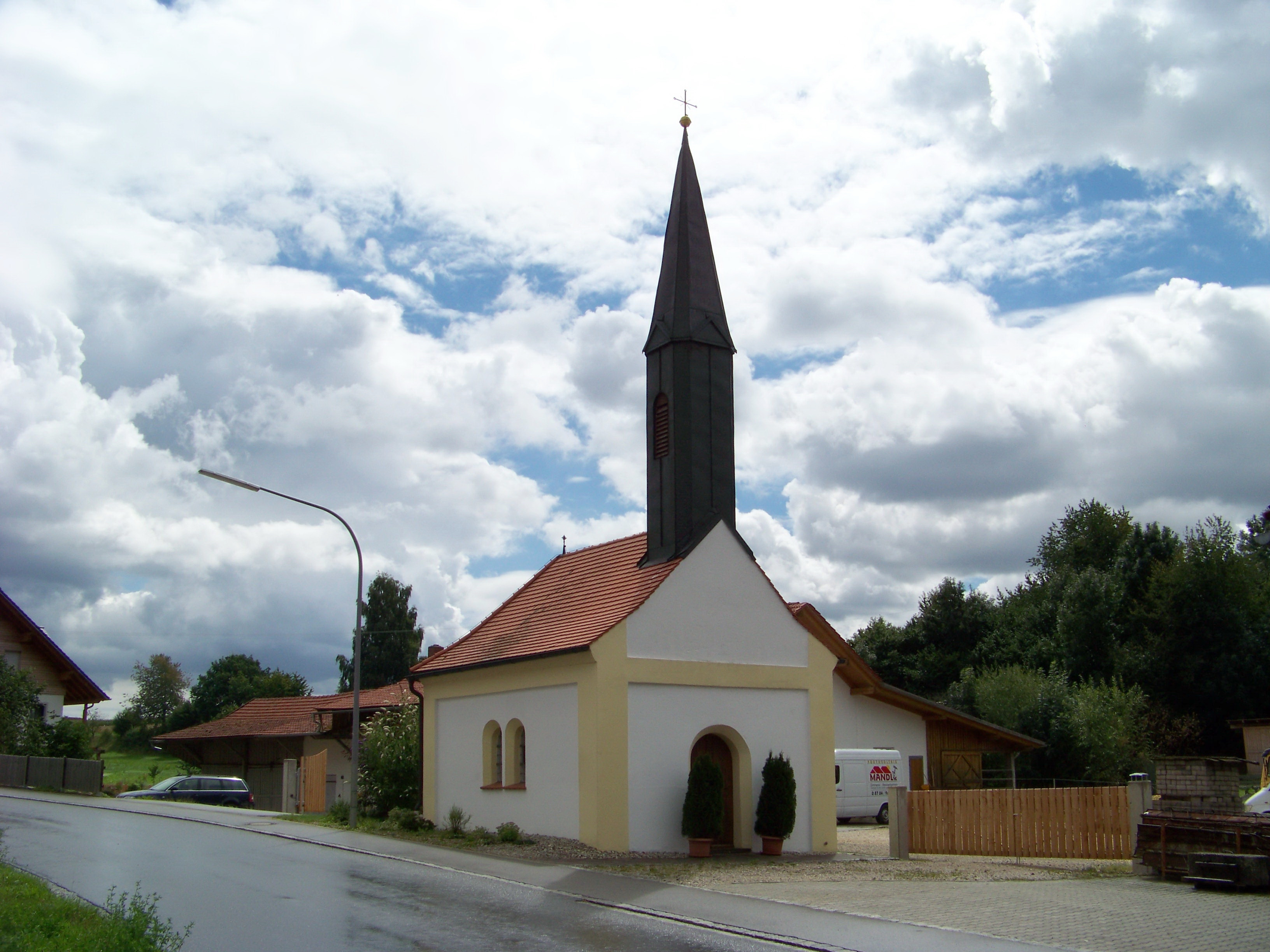
Außenansicht der Nebenkirche St. Petrus Fourier von Westen

Die römisch-katholische Nebenkirche St. Petrus Fourier in Eberstall, einem Ortsteil der Gemeinde Hohenthann im niederbayerischen Landkreis Landshut, ist eine kleine Saalkirche ohne ausgeschiedenen Chor, die 1855 in historisierenden Formen erbaut wurde. Der weiß getünchte Außenbau ist durch breite, gelbe Lisenen und ein Friesband gegliedert. Charakteristisch ist der Dachreiter über der Westfassade, dessen langgezogener Schaft mit abgeschrägten Kanten und Spitzhelm mit Kupferblech verkleidet ist.
Das Gotteshaus mit dem Patrozinium des heiligen Petrus Forerius (Gedenktag: 9. Dezember) ist als Baudenkmal mit der Nummer D-2-74-141-15 beim Bayerischen Landesamt für Denkmalpflege eingetragen. Kirchlich gesehen ist Eberstall Teil der Pfarrei Mariä Lichtmess in Inkofen, die wiederum von der Pfarreiengemeinschaft Rottenburg seelsorgerisch betreut wird.